# 데드데드 데몬즈 디디디디 디스트럭션 (영화)
《데드데드 데몬즈 디디디디 디스트럭션》(일본어:  デッドデッドデーモンズデデデデデストラクション, 영어: DEAD DEAD DEMONS DEDEDEDE DESTRUCTION)은 2024년에 개봉한 일본의 SF, 드라마, 애니메이션 영화이다. 일본의 만화 데드데드 데몬즈 디디디디 디스트럭션을 원작으로 하는 애니메이션이다.

## 출연진

### 주연
- 이쿠라 - 코야마 카도데 목소리 역
- 아노 - 나카가와 오란 목소리 역

### 조연
- 타네자키 아츠미 - 쿠리하라 키호 목소리 역
- 시마부쿠로 미유리 - 데모토 아이 목소리 역
- 오오키 사에코 - 히라마 린 목소리 역
- 와키 아즈미 - 타케모토 후타바 목소리 역
- 시라이시 료코 - 타이누마 마코토 목소리 역
- 이리노 미유 - 오바 케이타 목소리 역
- 우치야마 코우키 - 코히루이마키 켄이치 목소리 역
- 반 타이토 - 와타라세 나오키 목소리 역
- 스와베 쥰이치 - 나카가와 히로시 목소리 역
- 타케나카 나오토 - 침략자 의장 목소리 역
- 스기타 토모카즈 - 이소베얀 목소리 역
- 타라코 - 데베코 목소리 역
- 마츠다 켄이치로 - 다카라다 목소리 역
- 사와시로 치하루 - 오지로센파이 역
- 오오니시 사오리

## 참고 사항
- 수입사는 더쿱디스트리뷰션이다.
- 아사노 이니오 만화 최초로 애니메이션화 된다.